# Oblast' di Kirovohrad
L'oblast' di Kirovohrad (in ucraino Кіровоградська область?, Kirovohrads'ka oblast') è una delle 24 regioni dell'Ucraina.
Le città più grandi della regione sono Kropyvnyc'kyj, Oleksandrija, Znam"janka e Svitlovods'k.

## Geografia
Il capoluogo è la città di Kropyvnyc'kyj, fino al 2016 chiamata Kirovohrad. Il cambio di nome della città non ha avuto impatto sulla denominazione dell'oblast'.

## Amministrazione
Dal 18 luglio 2020 l'oblast' è suddivisa amministrativamente in 4 rajon (distretti)
- Holovanivs'k
- Kropyvnyc'kyj
- Novoukraïnka
- Oleksandrija

I dati che seguono mostrano il numero di ogni tipo di suddivisione amministrativa:
- Distretti: 4
- Città: 12
- Insediamenti rurali: 26
- Villaggi: 1 015

### Situazione antecedente il 2020
- Distretti: 21
- Città: 12
- Insediamenti rurali: 26
- Villaggi: 1 015